# Jonas Föhrenbach
Jonas Föhrenbach (Friburgo in Brisgovia, 26 gennaio 1996) è un calciatore tedesco, difensore dell'Heidenheim.

## Caratteristiche tecniche
È un difensore centrale che può essere impiegato anche sulla fascia sinistra.

## Carriera

### Club
Cresciuto nel settore giovanile del Friburgo, ha esordito in prima squadra il 9 agosto 2015 disputando l'incontro di DFB-Pokal vinto 5-0 contro il Barmbek-Uhlenhorst. La stagione successiva ha debuttato anche in Bundesliga prima di venire ceduto in prestito prima al Karlsruhe, poi al Jahn Ratisbona.
Il 28 maggio 2019 si è trasferito a titolo definitivo all'Heidenheim.

### Nazionale
Ha giocato nella nazionale tedesca Under-19.

## Palmarès

### Club

#### Competizioni nazionali
- Campionato tedesco di seconda divisione: 2

Friburgo: 2015-2016
Heidenheim: 2022-2023